# American Journal of Psychiatry
American Journal of Psychiatry is het wetenschappelijke tijdschrift van de American Psychiatric Association. Het is een van de meest invloedrijke tijdschriften met betrekking tot de psychiatrie. Het tijdschrift verschijnt elke maand. De hoofdredacteur is Robert Freedman. Het tijdschrift is in juli 1844 opgericht als American Journal of Insanity. Sinds juli 1921 draagt het tijdschrift de huidige naam. 
Het peer reviewed tijdschrift bericht over de laatste ontwikkelingen met betrekking tot diagnoses als verslaving, psychopathologie van kinderen, stemmingsstoornissen en persoonlijkheidsstoornissen. Ook wordt er bericht over behandelingen op het gebied van de psychofarmacologie, psychotherapie en elektroconvulsietherapie. Onderzoeksgebieden als beeldvormende technieken, genetica en moleculaire biologie komen eveneens aan bod. Er wordt bericht over diverse patiëntenpopulaties waaronder ook ouderen, veteranen, vrouwen en kinderen. 
Naast onderzoeksartikelen, verschijnen er in het tijdschrift boekrecensies, brieven aan de redacteur, overzichtsartikelen en officiële rapporten van de American Psychiatric Association. 